# 布村一男
布村 一男（ぬのむら かずお、1912年 - 1993年6月15日）は日本の民族学者。富山県生まれ。本名・坂口一男。ペンネームは、布村一夫。弟は、言語学者で宮城教育大学名誉教授の奥田靖雄（本名・布村政雄）。満洲教育専門学校卒、満鉄調査部に勤務、戦後は熊本女子大学助教授、教授。1977年定年退官。

## 著書
- 『しべりや小史』満洲日日新聞社 東亜文庫 1942
- 『日本神話学・神がみの結婚』麦書房 教育文庫 1973
- 『原始共同体研究 マルクス・エンゲルスとL・H・モルガン』未来社 1980
- 『共同体の人類史像』長崎出版 1983
- 『原始・母性は月であった』家族史研究会 女性史双書 1986
- 『マルクスと共同体 原始共同体・村落共産体・家族協同体』世界書院 社会科学選書 1986
- 『日本上代の女たち』家族史研究会 女性史双書 1988
- 『神話とマルクス 日本神話の謎を解く』世界書院 ぷろぱあ叢書 1989
- 『正倉院籍帳の研究』刀水書房 1994

### 共著
- 『母権論解読 フェミニズムの根拠』石塚正英・光永洋子・犬童美子・石原通子共著 世界書院 社会科学選書　1992

### 翻訳
- カール・マルクス『古代社会ノート』マルクス=エンゲルス=レーニン研究所編 合同出版社 社会主義政治経済研究所国家論研究双書　1962　のち未來社
- 『モルガン『古代社会』資料 『古代社会』100年記念』編訳 共同体社 1977

### 参考
- 「布村一夫著作との出会い」熊本女性学研究会編『新女性史研究』第4号、石塚正英 1999,12